# Panasonic Lumix DC-G9
Die Panasonic Lumix DC-G9 ist ein spiegelloses Systemkameragehäuse des Herstellers Panasonic für das Micro-Four-Thirds-System. Sie ist seit Ende Dezember 2017 im europäischen Handel erhältlich. Das Model hat Ähnlichkeiten zum Modell Panasonic Lumix DC-GH5, ist aber weniger für Bewegtbilder und mehr für anspruchsvolle Stehbildaufnahmen ausgelegt und verfügt über ein größeres Sucherbild.

## Technische Merkmale
Das spritzwassergeschützte Kameragehäuse hat einen Bildsensor mit 5-Achsen-Bildstabilisierung, die mit dem Bildstabilisator von entsprechenden Panasonic-Objektiven synchronisiert werden kann („Dual IS 2“).
Als Neuerung gegenüber älteren Panasonic-Kameragehäusemodellen verfügt die G9 über einen hochauflösenden Modus mit 80 Megapixeln für Aufnahmen vom Stativ mit unbewegten Motiven. Mithilfe dieses hochauflösenden Modus („Pixel-Shift“), bei dem der Bildsensor zwischen den bis zu acht aufeinanderfolgenden Aufnahmen jeweils geringfügig verschoben wird, kann das Kameragehäuse JPEG- und Rohdaten-Bilder mit einer Bildauflösung von bis zu 80 Megapixel aufnehmen. Dabei wird das Bild aus den aufgenommenen Einzelbildern zusammengesetzt. Ferner befinden sich auf der Oberseite des Gehäuses eine beleuchtbare Statusanzeige und an der Seite zwei Steckplätze für SDXC-UHS-II-Speicherkarten. Weiterhin verfügt die Kamera über einen Mikrofonanschluss und eine MicroUSB-3-Buchse.
Die Kamera verfügt auch vor der Aufnahme sowohl auf dem klapp- und schwenkbaren Bildschirm als auch im elektronischen Sucher mit sehr großem Sucherbild im Live-View-Modus über Hilfsmittel wie eine Softwarelupe, Fokus-Peaking, Gesichtserkennung, elektronische Wasserwaage, Zebramuster für überbelichtete Bildbereiche und ein Histogramm für die Anzeige der Verteilung von Helligkeitswerten. Der berührungsempfindliche Bildschirm kann auch während der Verwendung des Suchers bedient werden, um zum Beispiel das Fokusfeld zu verschieben.
Die kürzeste mechanische Verschlusszeit beträgt 1⁄8000 Sekunde, mit (geräuschlosem) elektronischem Verschluss kann auch 1⁄32.000 Sekunde eingestellt werden.
Die Kamera hat eine Funktion für schnelle Stehbildserien ohne Autofokusnachführung und kann hierbei im 4K- (8 Megapixel) und 6K-Fotomodus (18 Megapixel) 30 Einzelaufnahmen pro Sekunde machen.
Die G9 verfügt über ein eingebautes WLAN-Modul, das sich mit Apps namens Panasonic Image App bzw. LUMIX Sync auf Android-, Apple-iOS- oder iPadOS-Mobilgeräten verbinden kann. Dadurch wird es möglich, das aktuelle Sucherbild auf dem Endgerät zu betrachten und die Kamera vollständig von dort aus zu steuern. Für die Fernsteuerung mit einem Computer (Tethered Shooting) mit den Betriebssystemen Microsoft Windows und macOS gibt es die kostenlose Software Lumix Tether in einer Betaversion.

Aufnahmen mit dem Kameragehäuse G9
Hochaufgelöste Innenaufnahme des Daches des Sony Centers mit einer Bildauflösung von 80 Megapixel
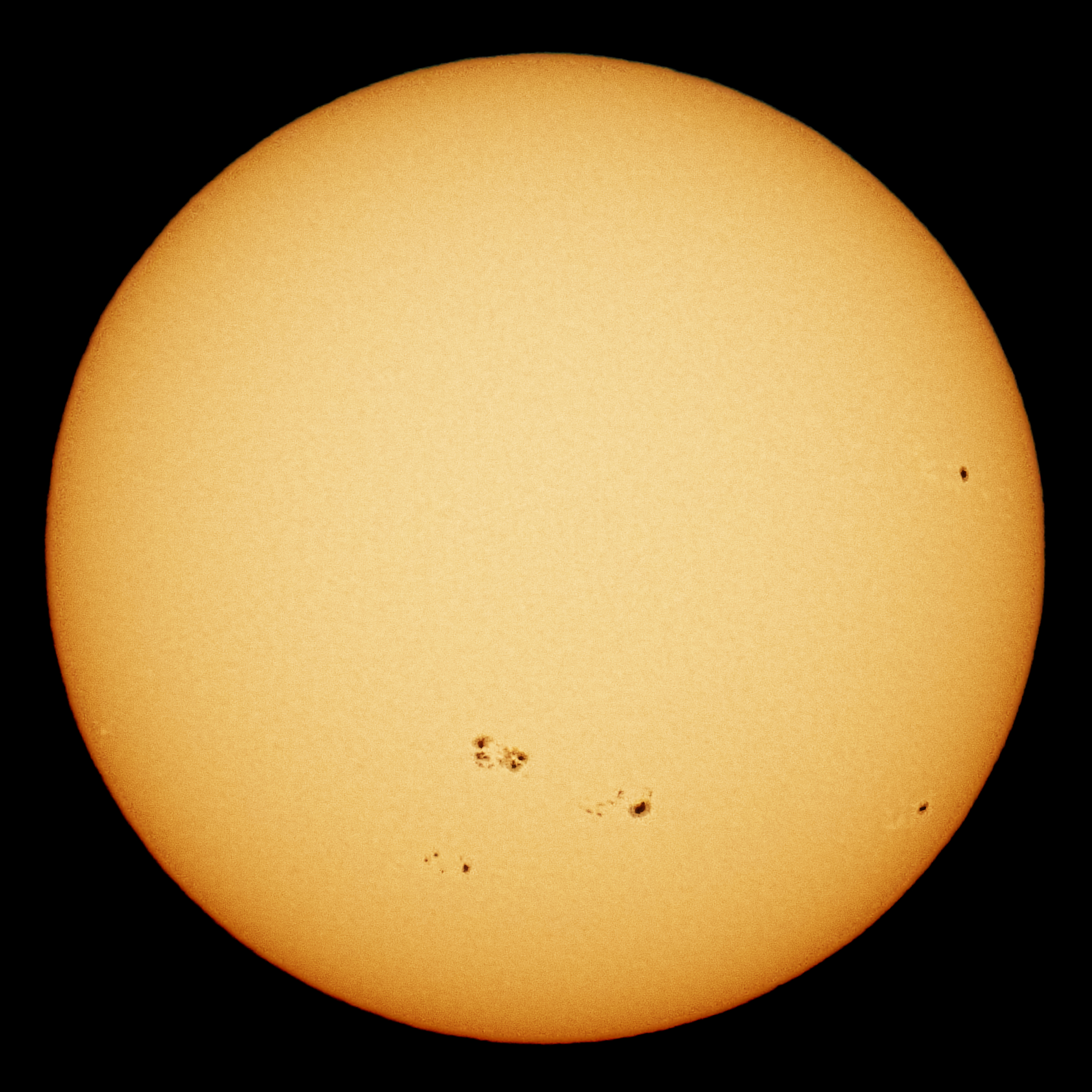
Aufnahme von Sonnenflecken mit elektronischem Verschluss bei einer Belichtungszeit von 1⁄20000 Sekunde (Blendenzahl 8, Belichtungsindex ISO 200)

## Modellentwicklung

### G9 II

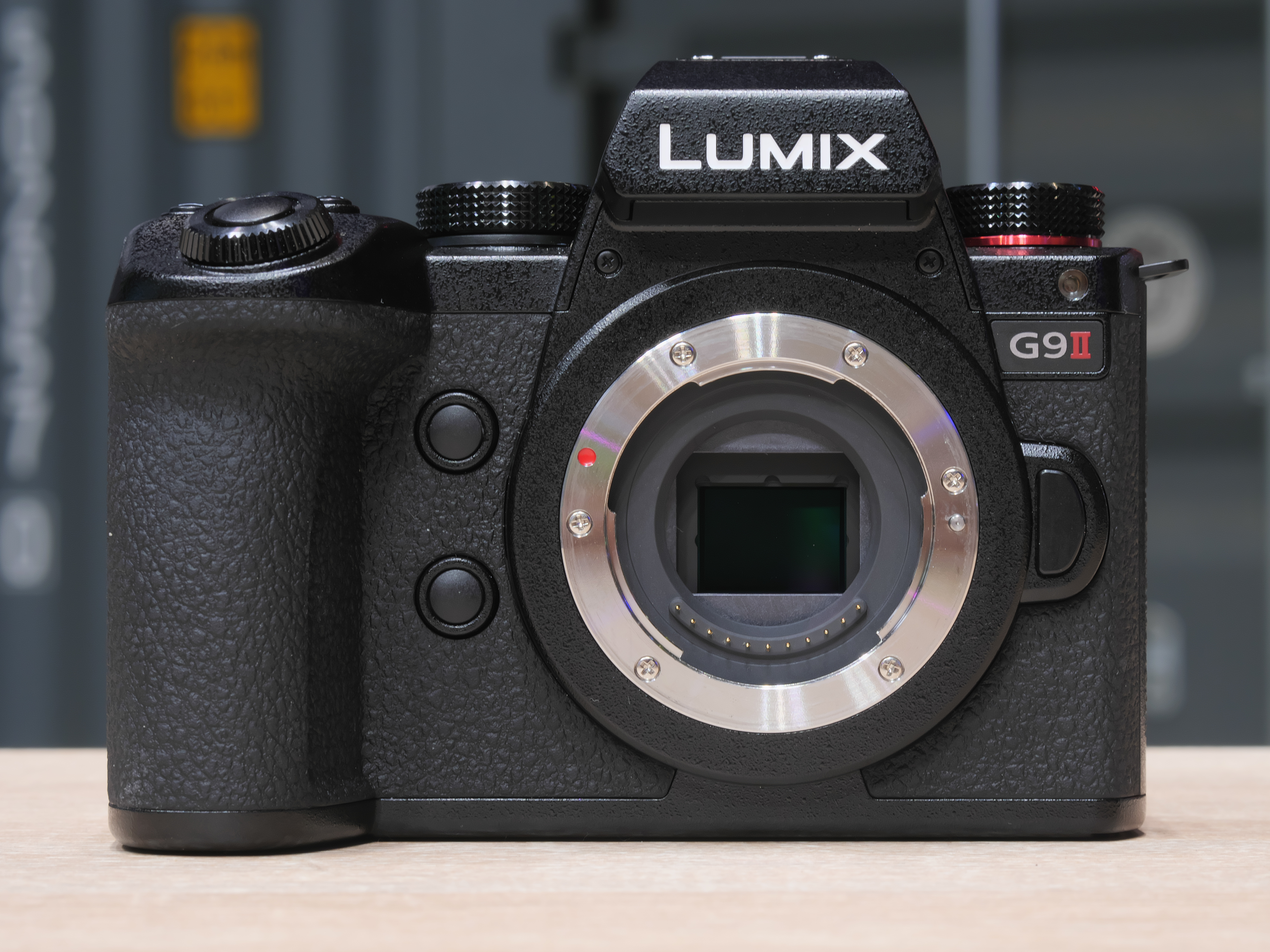
Panasonic Lumix DC-G9 II

Im September 2023 wurde das Nachfolgemodell Panasonic Lumix DC-G9 II vorgestellt. Die Unterschiede bestehen im Wesentlichen in den folgenden Merkmalen:
- Bildsensor:
  - Höhere Bildauflösung mit 25,2 Megapixel
  - Höhere Dynamik mit über 13 Blendenstufen
  - Autofokus mit Phasenkontrastmessung
- Leistungsfähigere Prozessoren
- Schnellere Serienaufnahme mit 60 Bildern pro Sekunde inklusive Autofokus
- Pre-Burst-Aufnahmen bis zu 1,5 Sekunden vor dem vollständigen Niederdrücken des Auslösers
- Hochauflösender Modus (100 Megapixel) bei (freihändigen) Aufnahmen ohne Stativ
- Videoaufnahmen in den Modi 4:2:0 10-Bit 5.8K (4:3) und 4:2:0 10-Bit 4K / 120p (Zeitlupe)
- Aufnahme und Wiedergabe mit externem Solid-State-Drive über USB
- Keine Flüssigkristallanzeige auf der Oberseite
- Zwei Modus-Wahlräder
- Bluetooth
- Miniatur-Joystick mit diagonaler Steuerung

## Auszeichnungen
- Fotopresseverband Technical Image Press Association, TIPA Award 2018: beste professionelle, spiegellose kompakte Systemkamera (2018)[9]